# Успение Богородично (Купа)
Вижте пояснителната страница за други значения на Успение Богородично.
„Успение Богородично“ или „Света Богородица“ (на гръцки: Κοιμήσεως της Θεοτόκου, на мъгленорумънски: Sfânta Maria) е българска възрожденска православна църква в паяшкото село Купа, Егейска Македония, Гърция, част от Гумендженската, Боймишка и Ругуновска епархия на Вселенската патриаршия.

## Местоположение
Църквата е едновременно гробищен и енорийски храм, разположен в северния край на селото.

## История
Църквата е построена в първата половина на XIX век. В 20-те години на XX век пострадва от пожар.
В 1991 година църквата е обявена за паметник на културата под надзора на Девета ефория за византийски старини към Министерството на културата.

## Архитектура
В архитектурно отношение принадлежи към вида на трикорабните базилики с дървен покрив и галерия. Покрита е с едномансарден покрив със засеци на малките страни. Първоначалното покритие е с плочи. На запад и на юг има трем. На запад е заграден, а на юг е възстановен в първоначалния си вид. Входът е от юг, а западната врата, поради разликата във височината води директно към галерията в западната част на църквата и е извити краища навътре. Над парапета е монтирана дървена пергола. До галерията се достига по стълба в северозападния ъгъл. От вътрешната оригинална декорация са оцелели амвонът и един проскинитарий. Оригиналният дървен иконостас е заменен с по-нов. Забележителни са и дървените тавани, особено този в централния кораб, който е с осмоъгълни панели. Иконите на иконостаса са дело поп Христо Сакелариев. В храма има икони и на Димитър Вангелов.